# Chernishevsky
Chernyshevski (en ruso: Черныше́вский) es una localidad urbana ubicada en el centro-oeste de la república de Sajá, Rusia, a la orilla derecha del curos medio del río Vilyuy —el más largo afluente del río Lena—. Su población en el año 2010 era de 5000 habitantes. Se llama así en honor al escritor, revolucionario y filósofo socialista ruso Nikolái Chernyshevski (1828-1889) que estuvo exiliado cerca de esta localidad entre 1864 y 1883.

## Historia

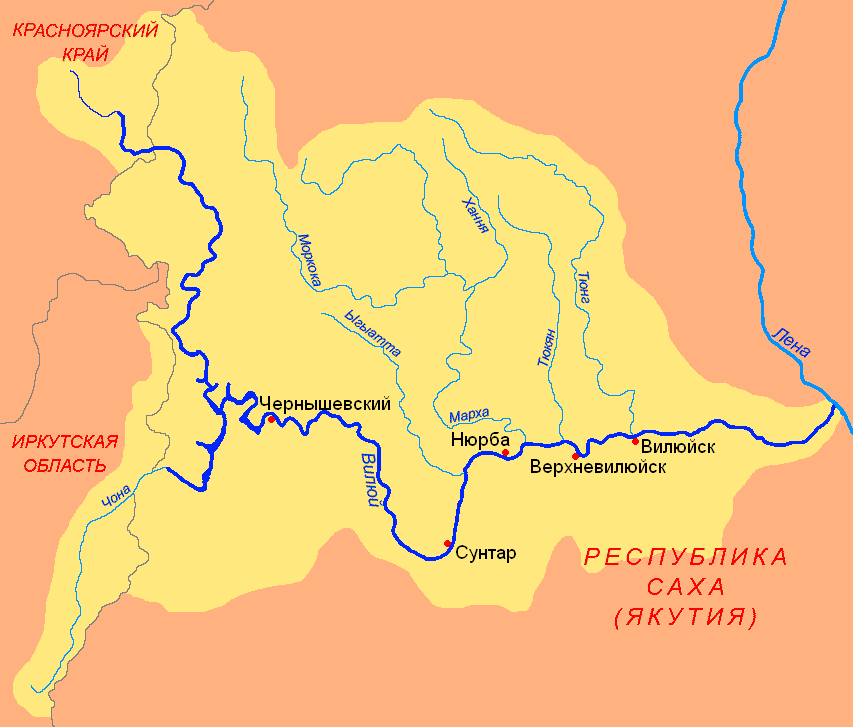
Mapa en ruso del río Vilyuy (Вилюй) en el que está a la orilla derecha de su curso medio Chernyshevski (Черныше́вский)

Se fundó en 1959 con la construcción de la presa y central hidroeléctrica sobre el río Vilyuy. Obtuvo el estatus o categoría de localidad urbanística en 1961. 

## Clima
El clima de Verjneviliuysk de tipo subpolar con inviernos extremadamente fríos, veranos cortos y precipitaciones escasas, si bien en verano son superiores a las otras épocas del año.
| Parámetros climáticos promedio de Chernyshevsky, Sakha Republic | Parámetros climáticos promedio de Chernyshevsky, Sakha Republic | Parámetros climáticos promedio de Chernyshevsky, Sakha Republic | Parámetros climáticos promedio de Chernyshevsky, Sakha Republic | Parámetros climáticos promedio de Chernyshevsky, Sakha Republic | Parámetros climáticos promedio de Chernyshevsky, Sakha Republic | Parámetros climáticos promedio de Chernyshevsky, Sakha Republic | Parámetros climáticos promedio de Chernyshevsky, Sakha Republic | Parámetros climáticos promedio de Chernyshevsky, Sakha Republic | Parámetros climáticos promedio de Chernyshevsky, Sakha Republic | Parámetros climáticos promedio de Chernyshevsky, Sakha Republic | Parámetros climáticos promedio de Chernyshevsky, Sakha Republic | Parámetros climáticos promedio de Chernyshevsky, Sakha Republic | Parámetros climáticos promedio de Chernyshevsky, Sakha Republic |
| Mes                                                             | Ene.                                                            | Feb.                                                            | Mar.                                                            | Abr.                                                            | May.                                                            | Jun.                                                            | Jul.                                                            | Ago.                                                            | Sep.                                                            | Oct.                                                            | Nov.                                                            | Dic.                                                            | Anual                                                           |
| --------------------------------------------------------------- | --------------------------------------------------------------- | --------------------------------------------------------------- | --------------------------------------------------------------- | --------------------------------------------------------------- | --------------------------------------------------------------- | --------------------------------------------------------------- | --------------------------------------------------------------- | --------------------------------------------------------------- | --------------------------------------------------------------- | --------------------------------------------------------------- | --------------------------------------------------------------- | --------------------------------------------------------------- | --------------------------------------------------------------- |
| Temp. máx. abs. (°C)                                            | 4.9                                                             | 2.2                                                             | 12.8                                                            | 16.9                                                            | 29.5                                                            | 32.8                                                            | 36.9                                                            | 32.2                                                            | 26.1                                                            | 16.1                                                            | 5.0                                                             | -1.1                                                            | 36.9                                                            |
| Temp. máx. media (°C)                                           | -28.0                                                           | -24.0                                                           | -12.1                                                           | -1.9                                                            | 8.0                                                             | 18.3                                                            | 22.0                                                            | 18.0                                                            | 8.7                                                             | -4.1                                                            | -19.6                                                           | -26.6                                                           | -3.2                                                            |
| Temp. media (°C)                                                | -31.1                                                           | -27.6                                                           | -16.8                                                           | -6.4                                                            | 3.9                                                             | 13.4                                                            | 17.0                                                            | 13.2                                                            | 4.8                                                             | -6.9                                                            | -22.8                                                           | -29.8                                                           | -7.2                                                            |
| Temp. mín. media (°C)                                           | -34.8                                                           | -32.1                                                           | -22.4                                                           | -12.7                                                           | -1.4                                                            | 7.3                                                             | 11.0                                                            | 7.8                                                             | 0.5                                                             | -10.6                                                           | -26.9                                                           | -33.9                                                           | -12.1                                                           |
| Temp. mín. abs. (°C)                                            | -57.2                                                           | -53.9                                                           | -50.0                                                           | -43.9                                                           | -17.8                                                           | -11.0                                                           | 0.0                                                             | -7.8                                                            | -15.0                                                           | -37.2                                                           | -51.1                                                           | -60.0                                                           | -60.0                                                           |
| Precipitación total (mm)                                        | 19.2                                                            | 18.0                                                            | 27.8                                                            | 32.7                                                            | 37.7                                                            | 57.2                                                            | 52.3                                                            | 44.7                                                            | 47.0                                                            | 56.2                                                            | 34.6                                                            | 23.7                                                            | 451.1                                                           |
| Días de precipitaciones (≥ 1 mm)                                | 24.0                                                            | 20.6                                                            | 18.1                                                            | 13.8                                                            | 12.6                                                            | 12.2                                                            | 10.4                                                            | 13.0                                                            | 17.0                                                            | 25.7                                                            | 25.3                                                            | 22.9                                                            | 215.6                                                           |
| Fuente:                                                         |                                                                 |                                                                 |                                                                 |                                                                 |                                                                 |                                                                 |                                                                 |                                                                 |                                                                 |                                                                 |                                                                 |                                                                 |                                                                 |